# 聖闘士星矢 (1987年の映画)
『聖闘士星矢』（セイントセイヤ）は、1987年7月18日に公開された『聖闘士星矢』シリーズの劇場公開作品第1弾。
劇場公開時及びVHSでの販売タイトルは『聖闘士星矢』だったが、2004年のDVDリリースに伴い、原作者の車田正美の発案により『聖闘士星矢 邪神エリス』（セイントセイヤ じゃしんエリス）と副題が付けられている。

## 解説
夏休みの東映まんがまつりの一作として公開された作品。フルオーケストラによる劇伴音楽や映像上の特殊効果など、東映まんがまつりとしては破格の予算が投じられて制作された。テレビアニメ版に多く携わっているベテラン勢のスタッフが制作に加わった上、丁度テレビアニメ放映がクライマックスに差し掛かる時期に公開されたこともあり、映画とテレビの相乗効果で『聖闘士星矢』の人気を否応なしに加速させる作品となった。
監督の森下孝三によれば、作品世界に初めて触れる視聴者への配慮として、車田の原作に近いストレートな作風を目指し、主人公の星矢を目立たせるために敵役を1人だけ引き立たせ、ほかの敵はやられ役に徹させたという。一方、そうした事情や上映時間の短さもあり、そのやられ役の敵たちはデザインが良い上に著名な声優を起用したにもかかわらず、映画化を期待していたファンからは「え、これだけなの?」という感想もあったという。
ストーリーは原作、および放映中のアニメシリーズとは大小の矛盾点が存在しており、直接は繋がらない。時系列的には星矢たちが（アニメ版の）初期聖衣であること、星矢が射手座の聖衣を疑問なく装着していることから、アイオリア襲来から聖域に向けて出発するまでのわずかな期間が該当する。
星矢が射手座の聖衣に装備された弓矢を使用したのは、本作が初めて。この「星矢たちが敵のボスを前に絶体絶命の危機に陥ったときに射手座の聖衣が出現、それをまとった星矢が弓矢を放つ」という展開は、後の劇場用作品や原作の海皇ポセイドン編でも用いられるようになった。また、「死んだ聖闘士が敵となって復活する」という展開は後の原作冥王編に取り入れられた（ただし原作と異なり、本作の亡霊聖闘士たちはいずれもアテナを完全に裏切っている）。
2011年には本作品を原作とした舞台作品『スーパーミュージカル 聖闘士星矢』が上演された（聖闘士星矢#2011年版を参照）。
2013年から連載された『聖闘士星矢 セインティア翔』は本作同様に女神エリスとの戦いが描かれた作品だが、本作とは直接の繋がりは無い。一部用語や登場する聖闘士たちの星座などが共通するなど、本作の設定をベースとしたリメイクのようになっている。

## あらすじ
不吉な彗星レパルスの導きにより、黄金のリンゴに封印されていた争いの女神エリスが地上に降臨した。エリスは星矢の育った孤児院・星の子学園に勤める少女・相沢絵梨衣の肉体に憑依し、アテナを捕らえ、その精気を奪うことで完全復活することをもくろむ。アテナを救いに向かった星矢たち青銅聖闘士を待っていたのは、エリスの魔力で死の世界から甦った亡霊聖闘士（ゴーストセイント）たちだった。地上の運命とアテナの命を賭け、青銅聖闘士たちは亡霊聖闘士と戦う。

## ゲストキャラクター
エリス
声 - 藤田淑子
この世に災いを振りまく争いの女神。青い髪に赤いローブを纏い、その手には矛が握られている。かつて黄金のリンゴに封印されていたが、彗星レパルスの導きにより目覚め、自らと同じ星座を持つ絵梨衣の肉体に憑依した。そして、アテナこと城戸沙織の小宇宙を奪いとり、完全な自身の肉体を得ての復活を目論む。死した5人の聖闘士を亡霊聖闘士として蘇らせ、世界を混乱と恐怖に陥れようとした。しかし射手座の黄金聖衣を纏った星矢の黄金の矢がエリスの額を射抜き、黄金のリンゴも破壊され、その目論見は露と消えた。
映画4作目「聖闘士星矢 最終聖戦の戦士たち」において再登場しており、アベル、ポセイドンとともにルシファー復活に関与した。
相沢 絵梨衣（あいざわ えりい）
声 - 荘真由美
星の子学園に務める孤児。子供が道路に飛び出し助けようとするも車に轢かれそうになるところを氷河に救われた縁で、氷河に惹かれていく。エリスと同じ星座を持つことから復活を企むエリスに肉体を狙われ、流れ星を見ていたときに光る林檎を見つけ、それに触れたとき、エリスに肉体、精神を支配されるに至った。その後、エリスがアテナの生気を奪い取ったことから、絵梨衣はエリスの支配から解放された。

### 亡霊聖闘士
ゴーストセイント。邪神エリスの魔力によって死の世界から蘇った聖闘士。エリスには「ゴースト5（-ファイブ）」と呼ばれる。生前はいずれも、アテナの聖闘士の中でもその人ありといわれた英雄たちであったが、亡霊聖闘士となってからはエリスに忠誠を誓う。矢座と琴座の聖闘士が含まれていることから、生前は白銀聖闘士だったとの説がある。テレビアニメ版の幽霊聖闘士（ゴーストセイント）と読みが同じだが、設定は異なる。
オリオン星座のジャガー
声 - 水島裕
技：メガトン・メテオ・クラッシュ
亡霊聖闘士のリーダー格。生前は「最強の聖闘士」「真の勇者」と称えられた伝説の聖闘士であったが、死後は自分の存在が人々に忘れられてゆく無念さに耐え切れず、エリスの誘惑に乗った。蘇った後は他の亡霊聖闘士たちと共にエリスに忠誠を誓い、星矢たちを迎え撃った。星矢を崖下にふっ飛ばし、一輝を追い詰めるが星矢のペガサス彗星拳に敗れた。負けた仲間のことなど負け犬としか見ていなかったが、仲間のために戦う星矢たちを真の聖闘士と認めた。
矢座（サジッタ）の魔矢
声 - 小林通孝
技：ハンティング・アロー・エキスプレス
通り名は「狙った獲物は決して外さぬ必殺の矢を持つ死の狩人」。矢の雨のような拳技の持ち主で聖衣の左腕からは本物の矢を放ち、分身して敵の攻撃をかわす闘技も使いこなす。星矢のペガサス流星拳に敗れるが、魔矢の放った毒矢の1本が星矢に刺さっており、星矢の五感を奪って窮地に陥れた。
楯座（スキュータム）のヤン
声 - 難波圭一
技：ボーン・クラッシュ・スクリュー
紫龍のドラゴンの盾と同様、左手に最強の楯を持ち、その硬度は最強のドラゴンの拳を破壊するほどである。ボーン・クラッシュ・スクリューでドラゴンの盾をも砕き、紫龍を追い詰めるほどの使い手だが、渾身の廬山昇龍覇に敗れた。
南十字星座（サザンクロス）のクライスト
声 - 中尾隆聖
技：サザンクロス・サンダーボルト
北十字（白鳥星座）を守護星座に持つ氷河の宿敵にあたる聖闘士。氷河のダイヤモンドダストで全身を凍結させられながらも、絵梨衣の姿で現れたエリスに驚愕する氷河の隙を突いて氷河の首を絞め上げ、エリスに氷河もろとも矛で貫かれ絶命した。
琴座（ライラ）のオルフェウス
声 - 三ツ矢雄二
技：ストリンガー・レクイエム
生前は「伝説の吟遊詩人」と呼ばれていた竪琴の名手。琴の弦で相手を締め上げるストリンガー・レクイエムで瞬を追い詰めるが、助けに駆けつけた一輝と戦う。幻魔拳によって悲しげな琴の音とともに世界が火炎地獄に変じ焼き尽くされる幻影を見るも、亡霊聖闘士は一度死んで地獄を見ているため全くダメージを受けることはなかった。しかし自身の技を一輝に見切られ、鳳翼天翔に敗れる。

## スタッフ
- 原作 - 車田正美
- 製作総指揮 - 今田智憲
- 企画 - 籏野義文、横山和夫
- 製作担当 - 武田寛
- 脚本 - 菅良幸
- 音楽 - 横山菁児
- 美術監督 - 窪田忠雄
- 作画監督 - 荒木伸吾
- 監督 - 森下孝三

## 同時上映
- 『ドラゴンボール 魔神城のねむり姫』
- 『光戦隊マスクマン』
- 『超人機メタルダー』